# A Vida da Gente
A Vida da Gente je brazilská telenovela produkovaná a vysílaná stanicí Rede Globo od 26. září 2011 do 2. března 2012. V hlavních rolích hráli Fernanda Vasconcellos, Marjorie Estiano, Rafael Cardoso, Thiago Lacerda, Ana Beatriz Nogueira, Paulo Betti, Regiane Alves a Maria Eduarda de Carvalho.

## Obsazení
- Fernanda Vasconcellos jako Ana Fonseca
- Marjorie Estiano jako Manuela Fonseca
- Rafael Cardoso jako Rodrigo Macedo
- Ana Beatriz Nogueira jako Eva Ribeiro Fonseca
- Thiago Lacerda jako Dr. João Lúcio Pereira Pires
- Paulo Betti jako Jonas Macedo
- Regiane Alves jako Cristiane "Cris" Oliveira Macedo
- Maria Eduarda de Carvalho jako Fernanda "Nanda" Macedo